# Game Boy Light
O Game Boy Light é um console portátil da linha game Boy, contestada sucessora da Game Boy Pocket. Tendo sido apenas lançada no Japão em 1998, era raro vê-la noutros países e regiões, como os Estados Unidos e a Europa.
Tinha como caracteristicas, comparativamente à Game Boy Pocket, ser uma versão com mais alguns milimetros de comprimento e utilizava pilhas AA. Por fora, o seu ecrã era a preto e branco, do mesmo tamanho do Game Boy Pocket, mas com o frontlight esverdeado para se poder jogar no escuro.
As pilhas AA lhe dão aproximadamente 20 horas de autonomia com a luz apagada e 10 horas quando está acesa.